# Giustizia

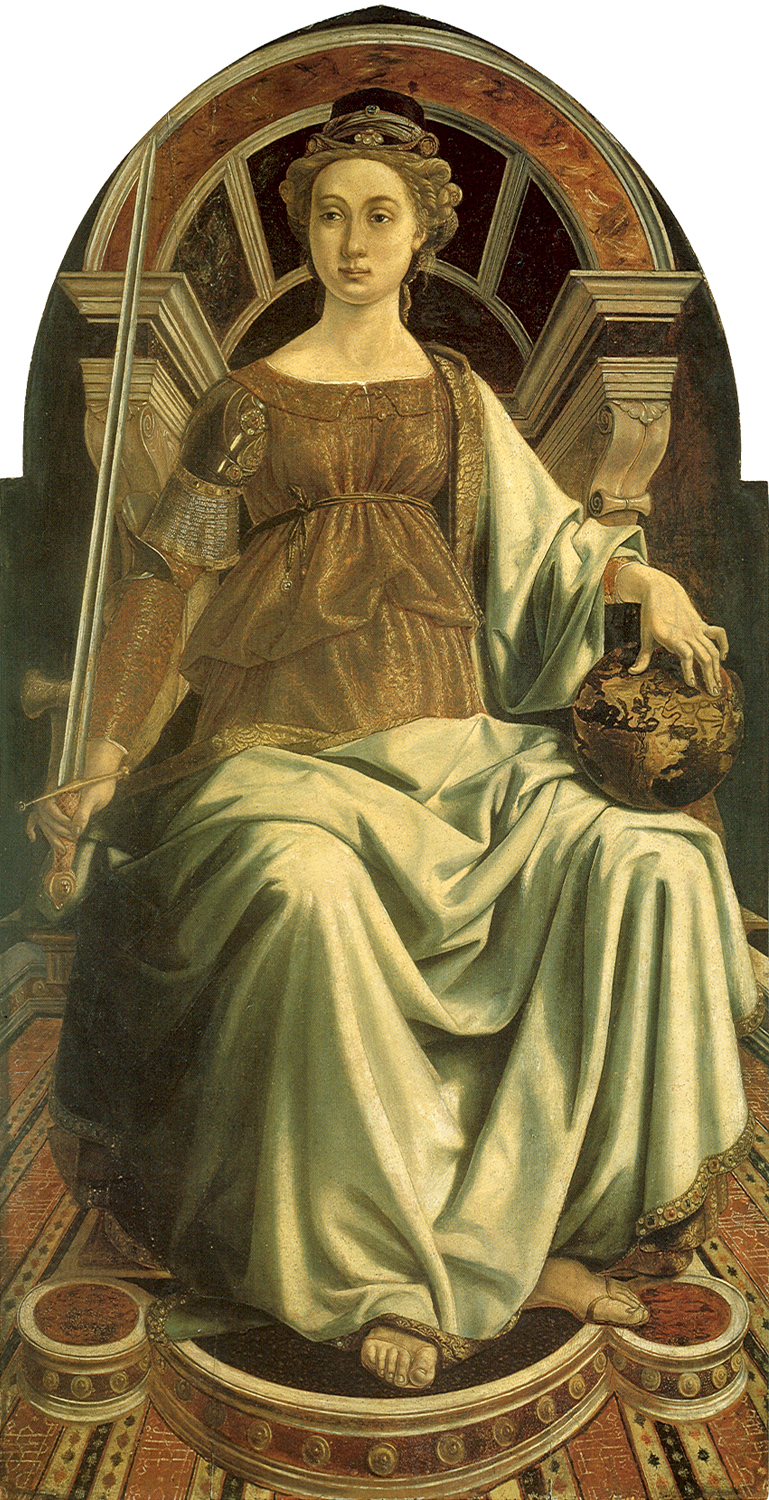
Giustizia, di Piero del Pollaiolo, 1470, Uffizi, Firenze

La giustizia (dala lingua latina iustus, che significa giusto) è l'ordine virtuoso dei rapporti umani in funzione del riconoscimento e del trattamento istituzionale dei comportamenti di una persona o di più persone coniugate in una determinata azione secondo la legge o contro la legge. Dal punto di vista giuridico, per l'esercizio della giustizia deve esistere un corpo normativo che classifichi i comportamenti non ammessi in una data comunità umana, e una struttura giudicante che traduca il dettame della legge in una conseguente azione giudiziaria.

## Descrizione
Il senso della giustizia, definito talvolta naturale in quanto ritenuto innato, impegna ogni singolo individuo a tenere nei confronti dei propri simili o gruppi, in situazioni ordinarie o straordinarie di usare criteri di giudizio, e di conseguente comportamento, rispondenti a giustizia nel senso di onestà, correttezza e non lesività del prossimo. È in questo senso che la giustizia diventa una virtù morale, quindi privata e non codificata e istituzionalizzata, che è però di grande portata assiologica, in base alla quale si osservano regole comportamentali che riguardano sé e gli altri nei doveri e nelle aspettative.
La giustizia, per sé, per gli altri e per chiunque, si traduce comunque in un dovere e in un diritto che coinvolge chiunque sia parte di una comunità, in senso riduttivo, e ogni persona umana in generale, in senso estensivo. Giuridicamente si traduce nel principio di riconoscere a ciascuno ciò che gli è dovuto; in al senso è l'ufficio, deontologico e inviolabile, che un magistrato preposto - in un dato ordinamento giudiziario deve porre in atto nei luoghi deputati, ovvero il tribunale. La giustizia, che nella moderna sociologia e filosofia politica è messa in atto sempre come volontà del popolo, è anche azione repressiva, potere legittimo di tutelare i diritti di tutti, quindi rendere a ognuno, nelle circostanze riconosciute, di accordare giustizia ascoltando richieste per essa e in nome di essa accordando ciò che è giusto quando è dovuto e a chi è dovuto.
La negazione della giustizia, ovvero la mancata applicazione dei criteri di quest'ultima, è l'ingiustizia, con diversi gradi di gravità della sua realizzazione a danno di una o più persone.

## Nel contesto, giuridico, politico e sociale
- Giustizia commutativa: regola i rapporti dei singoli tra due persone.
- Giustizia distributiva o legale: regola i rapporti tra la società e i suoi membri.
- Giustizia globale: concetto della filosofia politica nato dalle esigenze di garantire equità nella globalizzazione, nell'economia di mercato e delle istituzioni nazionali ed internazionali.
- Giustizia amministrativa: in senso lato, quel complesso di istituti mediante i quali viene assicurata la difesa delle persone fisiche ed enti pubblici a privati contro le azioni della pubblica amministrazione.
- Giustizia riparativa: intesa come obbligo giuridico a carico un un soggetto committente un reato di risarcire la vittima di questo a causa della lesività  della condotta giuridica del primo.
- Giustizia sociale: idea di sopprimere la miseria, la disuguaglianza, lo sfruttamento, l'oppressione dei lavoratori o della povera gente tramite un programma politico di attuazione di riforme nell'economia e in generale della società.
- Giustizia della pubblica onestà: concetto del diritto canonico che indica impedimento matrimoniale fra un coniuge e i consanguinei di un altro coniuge.
- Giustizia politica: indica, nella filosofia politica, il perseguimento di fini politici con mezzi giudiziari.
- Giustizia punitiva: regola l'esercizio del potere giudiziario nell'inflizione di una pena.
- Giustizia sommaria: giustizia senza giusto processo.

### Nella filosofia

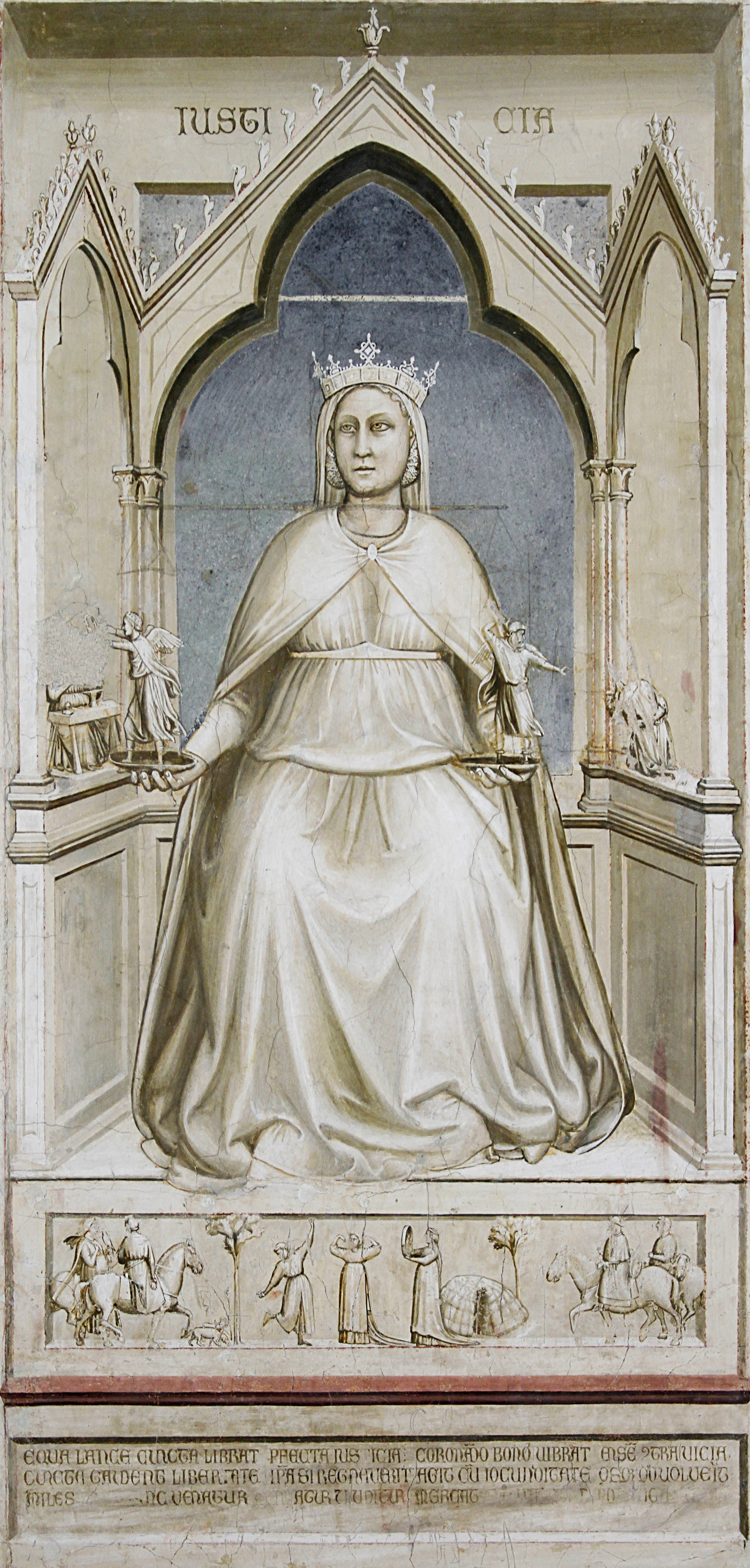
Giustizia, affresco di Giotto nella Cappella degli Scrovegni, Padova (1306 circa)

Nel mondo greco-romano il concetto di giustizia ha il fondamento non nell'uomo, ma nella realtà naturale, come principio materiale o come principio ideale. Da concetto della necessità che mantiene ogni cosa nel proprio ordine e nel proprio corso, la giustizia passa a significare un principio naturale di coordinazione e di armonia nei rapporti umani.
- I Pitagorici intesero la giustizia come il riflesso nella morale e nella politica dell'armonia del cosmo e la espressero simbolicamente nei numeri. La giustizia era rappresentata dal moltiplicarsi di un numero positivo maggiore di zero per sé stesso, cioè di un numero quadrato, a significare lo stesso valore dell'azione e della reazione conseguente; è quello che Dante chiama contrappasso.
- Per Platone la giustizia è l'armonia tra le facoltà dell'anima e anche tra le classi di cittadini, in quanto assegna a ogni facoltà oppure a ogni classe sociale quello che a ciascuno spetta, come attuazione del proprio compito (ta autou prattein).
- Aristotele amplia e corregge l'idea pitagorica dell'uguaglianza: la giustizia partecipa dell'essenza della virtù e dovrebbe rappresentare il giusto mezzo tra un difetto e un eccesso. Nel libro V dell'Etica Nicomachea Aristotele però contrappone alla giustizia l'ingiustizia. Ciò si spiega pensando alla giustizia come virtù particolare e il concetto di medietà è riferito a due quantità estreme che sono il troppo e il troppo poco nell'assegnazione degli onori e beni pubblici o nello scambio privato dei beni. Perciò il mezzo della giustizia in senso stretto corrisponde all'eguale, e non è come per Pitagora in una quantità fissa, ma variabile. Non si tratta di dare a tutti in modo uguale, ma di dare a ciascuno il proprio. Si fa risalire ad Aristotele la distinzione tra giustizia distributiva e giustizia commutativa; la prima regola i rapporti pubblici (distribuzione di onori e pubbliche ricchezze), l'altra i rapporti privati (scambio di cose).
- Nel mondo romano viene conservato il significato naturalistico della giustizia, ma è posto in maggiore rilievo l'aspetto soggettivo della medesima. Cicerone nel De inventione scrive: Iustitia est habitus animi, communi utilitate conservata, suam cuique tribuens dignitatem (la giustizia è uno stato morale, osservata per l'utilità comune, che attribuisce a ciascuno la sua dignità). Ulpiano traduce la definizione di Cicerone in termini romani e a favore del giurista. Iustitia est constans et perpetua voluntas ius suum cuique tribuendi (la giustizia è la costante e perpetua volontà di riconoscere a ciascuno il proprio diritto). L'habitus animi si trasforma nella constans et perpetua voluntas; la dignitas nello ius. La giustizia è come una virtù attiva; non è solo scienza o ratio che segue la natura, ma è arte e voluntas.
- Con il cristianesimo la giustizia si pone in rapporto alla nuova realtà divina. Il fondamento della giustizia non è più cercato nella natura, ma nella volontà di Dio. Quod Deus vult ipsa iustitia est (ciò che Dio vuole è la stessa giustizia), dice Sant'Agostino. Ma non basta la conoscenza di ciò che è giusto per operare giustamente: occorre la libera e attiva partecipazione e il sostegno dalla grazia divina. La giustizia diventa virtù morale e individuale. Per altre notizie vedi la sezione.
- La Scolastica intese associare gli elementi idealistici e volontaristici alla concezione aristotelica. Per San Tommaso d'Aquino la giustizia è la ragione stessa di Dio che governa il mondo. La volontà non determinata da ragione è arbitrio; la legalità può non essere la giustizia. Il medium iustitiae che per Aristotele è un rapporto di proporzioni tra due esseri diversi, per San Tommaso è un'eguaglianza proporzionale tra la cosa esterna che dobbiamo e la persona esterna a cui dobbiamo la cosa. L'uomo in rapporto con Dio non può essere veramente giusto, perché non può corrispondere l'aequale ossia tanto quanto gli deve; e San Tommaso dirà che la religione (pietas) è virtù che si unisce alla giustizia, come le sono annesse le virtù morali che non ammettono il contraccambio.
- Bacone e Cartesio derivavano la nozione di giustizia dal senso o dalla ragione. La concezione empirica della giustizia culmina nel saggio sulla giustizia di David Hume. L'idea della giustizia deriva dall'esperienza psicologica dell'uomo, che è né del tutto egoista, né del tutto altruista. Non potendo vivere nell'abbondanza di ogni cosa, né nell'estrema penuria, l'uomo stabilisce la proprietà privata e si associa con gli altri uomini. Da qui, solo per utilità e necessità, deriva la necessità di norme di giustizia che garantiscano l'esistenza individuale e la vita in comune.
- Leibniz approfondisce ancora la concezione razionalistica della giustizia. Fondata su considerazioni di utilità e di convenienza sociale, è la forma imperfetta della giustizia eterna. La suprema giustizia è charitas sapientis, e s'identifica con la pietas.
- I giusnaturalisti della scuola di Grozio cercano di adattare l'empirismo e il razionalismo alle esigenze della vita giuridica e politica. La giustizia civile si origina da un patto di rinunzia totale o parziale alla giustizia naturale, diretto a garantire il miglior godimento degli inviolabili diritti naturali.
- Kant ne diventa arbitro e supera queste dottrine. Il concetto della giustizia è il risultato di elementi empirici e razionali unificati dall'attività formale e sintetica della coscienza. La giustizia è anche un'idea della ragione pratica: gli esseri devono coesistere tra loro secondo una legge universale di ragione attuata in modo coattivo. È il compimento del cosiddetto processo di soggettivazione della giustizia, iniziato da Cartesio, continuato da Leibniz e dai giusnaturalisti. Alla concezione aristotelica naturalistica della giustizia come eguaglianza, si contrappone il concetto di giustizia come libertà, di cui l'eguaglianza è il limite oggettivo, formale.
- L'idealismo di Hegel applica alla determinazione del concetto di giustizia il processo dialettico per cui la giustizia, e lo spirito che la produce, non è, ma diviene risolvendo progressivamente in sé il suo contrario. La storicità è condizione di esistenza dell'idea del giusto e questa non può esistere se non nelle forme del relativo e del concreto. Per Hegel la giustizia è libertà, ma non esclude la necessità e la naturalità. La giustizia eterna, oggettiva, non è rivelazione di Dio o della natura, ma un prodotto dello spirito che ha superato nel suo incessante divenire il momento della naturalità e la sua stessa soggettività per vivere l'idea del giusto nella sua concretezza e nella sua universalità.
- Il positivismo di Auguste Comte, di Herbert Spencer, di Roberto Ardigò reagisce alle concezioni metafisiche e idealistiche della giustizia, ne cerca il fondamento nella biologia e nella sociologia. Spencer considera la giustizia l'etica della vita sociale, cioè un fatto naturale, sottoposto alla legge della causalità universale e dell'evoluzione. Le leggi della vita di associazione si convertono nella legge di retribuzione, secondo cui ogni individuo deve raccogliere i vantaggi e i danni della sua natura e della sua condotta. Ciò garantisce il progresso della specie, in quanto gl'individui meglio dotati sopravvivono. Se la giustizia è retribuzione, la libertà ne costituisce l'elemento essenziale, perché l'individuo ha il diritto naturale di non essere ostacolato nel suo agire e nel godimento dei risultati del suo agire, rispettando lo stesso diritto negli altri. La giustizia spenceriana non è dedotta, come in Kant, da postulati metafisici, ma è il risultato dell'adattamento biologico e sociale.
- Contro questo concetto di giustizia, da cui è bandita la spiritualità, vi fu una reazione nel senso di un ritorno a Kant, oppure a un nuovo idealismo.[1]

## Nella religione

### Presso i Greci e gli antichi Ebrei
- Il termine greco per giustizia è dikaiosyne mentre il giusto è dikaios. Derivano dal sostantivo dike che significava in origine colei che indica, che indirizza e quindi direttiva, indicazione, ordine. A differenza della nomos, la legge cui sono sottomessi gli animali (di divorarsi), dike è stata data all'uomo per sviluppare ordinatamente la propria esistenza. È l'opposto della bie, la violenza, la potenza distruttrice. Il dikaios, il giusto, è colui che si comporta in modo conforme alla parte della società in cui vive e compie il suo dovere verso gli dei e verso i suoi simili. Dikaia zoe è la maniera di vivere civilmente contrapposta alla hybris e all'inciviltà, alla vita disordinata dei barbari.
- Nella mitologia Astrea o Dike è la figlia di Giove e di Temi, custode delle leggi e protettrice dei tribunali; durante l'età dell'oro discese sulla Terra; ma, sopraggiunta l'età del bronzo, per la malvagità degli uomini, fu costretta a ritornare in cielo. Viene rappresentata come una donna che regge la spada e la bilancia, e anche oggi questa è la rappresentazione simbolica più comune della giustizia.
- Nel Vecchio Testamento l'idea della giustizia non si basa sulla corrispondenza di leggi e di comportamenti più o meno conformi a una norma, ma sulla corrispondenza in una relazione o patto tra due parti. La giustizia di Dio si rivela nella maniera di operare verso il popolo con cui ha stretto un patto. Opera fino dai tempi più antichi dell'ebraismo. Della giustizia personale si parla poco: l'importante è rimanere nella giustizia che Dio ha dimostrato al suo popolo. Giustizia non è nemmeno la punizione. Il giusto è solo dichiarato giusto e il colpevole è dichiarato colpevole. Anche la giustizia umana è un rapporto tra persone. Dal tempo dell'esilio la legge diventa l'abito in cui si partecipa alla giustizia di Dio. Dio solo può dire che un uomo è giusto; di fronte a Dio non ha valore la propria giustizia; in tempi più vicini anche la bontà e la grazia vengono accostati al giudizio di Dio. Per il giudaismo rabbinico la giustizia è l'armonia con la legge (passione per l'ubbidienza e accumulo di meriti). La fede di Mosè bastò da sola a dividere il mare; nessuno può essere giusto se non ha la grazia, neppure i Padri antichi. I mediocri hanno dalla parte loro il merito e lo sforzo fatto per essere giusti. Nella comunità di Qumram si adduceva: Presso Dio sta la mia giustificazione.

### Nei Vangeli
- Il concetto di giustizia è alla base del Vangelo di Matteo. Il Battista è venuto per la via della giustizia (21, 32). Gesù si sottopone al battesimo di Giovanni perché sia adempiuta ogni giustizia 3, 15). Sono beati coloro che hanno fame e sete di giustizia (5,6), cioè tutti coloro che aspirano alla giustificazione che viene da Dio. I farisei e gli scribi che credevano di essere sulla via della giustizia, sono condannati da Gesù perché essi non la ritenevano un dono della libera grazia di Dio e quindi non volevano sottoporsi al battesimo di Giovanni. Da qui il loro mormorare perché Dio chiama gratuitamente a volte senza tener conto dei meriti. Preoccupati di distinguersi dagli ingiusti, scribi e farisei separavano il mondo tra buoni e cattivi, non ammettendo che la decisione ultima è riservata al giudizio di Dio. Ma Gesù afferma: Se la vostra giustizia non supererà quella degli scribi e dei farisei, non entrerete nel regno dei cieli (5, 20) ... Dio fa piovere sui giusti e sugli ingiusti (5, 44) ... Cercate prima il regno di Dio e la sua giustizia (6, 33).
- L'evangelista Luca fa apparire il cristianesimo come prosecuzione legittima del giudaismo (religione ammessa dai Romani). Riporta i nomi dei giudei osservanti della legge (Zaccaria, Elisabetta, Simeone, Giuseppe d'Arimatea) e anche il centurione romano Cornelio chiamato aner dikaios (At 10, 22.35). La speranza di giudei nel ritorno di Elia prepara la strada al Vangelo e Gesù riconosce l'Elia che ritorna in Giovanni Battista, dal quale si fanno battezzare i peccatori per riconoscere la giustizia di Dio. I farisei e gli scribi invece ingannano sé stessi e si esibiscono come giusti davanti agli uomini. Ci sarà più gioia in cielo per un peccatore convertito che per novantanove giusti (15, 7): è la possibilità di una nuova vita per gli uomini perduti, avvolti nel peccato, gli esclusi anche dal punto di vista sociale e religioso. Gesù è il giusto per eccellenza e Dio lo risuscita prima che avvenga la resurrezione di tutti i giusti e degli ingiusti e lo investe del potere di giudicare tutti i popoli con giustizia.
- In Giovanni (16, 10) il mondo non trova la giustizia in sé stesso e nemmeno nel più degno degli uomini: ma la giustizia proviene dal Padre e si trova presso di lui. Gesù si è separato dai discepoli perché essi non si illudessero con speranze terrene, ma sperassero unicamente nel Padre e nel Figlio, che sono una cosa sola.

### In San Paolo
- Per San Paolo l'opera divina e la giustizia divina si realizzano nonostante il peccato degli uomini e degli Israeliti. Sorge così un nuovo popolo di Dio malgrado la maledizione del peccato. La parusia porterà il giudizio che giustifica (dikaiosis), la dichiarazione che proclama giusta la nuova umanità (dìkaioi katasthesontai). Pertanto:
- Nessun uomo potrà essere giustificato sulla base della legge, sulla perfetta ubbidienza. Non ci sarebbe stato bisogno della morte del Cristo se fosse bastata la legge a produrre la perfetta giustizia. Il peccato è la ricerca di una propria giustizia e giustificazione, non della giustizia di Dio.
- L'uomo può essere giustificato per la fede in Cristo cioè sulla grazia che Dio concede gratuitamente (Romani 3, 24).
- Il credente giustificato vive solo per Dio...liberati dal peccato, gli uomini sono diventati servi della giustizia (Romani 6, 18).
- La resurrezione è l'anticipazione della signoria pubblica e universale di Dio alla fine dei tempi, e pertanto anche la giustizia di ora è l'anticipazione della giustizia di Dio alla fine dei tempi. Noi non possiamo avere la giustizia, ma è la giustizia che ci possiede, al contrario del giudaismo la cui dottrina sulla salvezza poggiava sull'idea che l'uomo che osserva la legge è giusto e la giustizia deve ritenersi opera e merito dell'uomo.

### Secondo il Catechismo della Chiesa cattolica (par. 1807)
La giustizia è la virtù morale che consiste nella costante e ferma volontà di dare a Dio e al prossimo ciò che è loro dovuto. La giustizia verso Dio è chiamata « virtù di religione ». La giustizia verso gli uomini dispone a rispettare i diritti di ciascuno e a stabilire nelle relazioni umane l'armonia che promuove l'equità nei confronti delle persone e del bene comune. L'uomo giusto, di cui spesso si fa parola nei Libri Sacri, si distingue per l'abituale dirittura dei propri pensieri e per la rettitudine della propria condotta verso il prossimo. « Non tratterai con parzialità il povero, né userai preferenze verso il potente; ma giudicherai il tuo prossimo con giustizia » (Lv 19,15). « Voi, padroni, date ai vostri servi ciò che è giusto ed equo, sapendo che anche voi avete un padrone in cielo » (Col 4,1).
In sintesi (par. 1836 del Catechismo): la giustizia consiste nella volontà costante e ferma di dare a Dio e al prossimo ciò che è loro dovuto.

### Definizioni teologiche
- Giustizia originale: lo stato in cui Dio mise l'uomo quando fu creato e da cui è decaduto con il peccato.
- Giustizia divina: per la volontà divina i suoi rapporti con le creature sono conformi alla loro natura e alla giusta relazione con il Creatore.
- Signore della giustizia: è Dio.
- Sole della giustizia: è un attributo di Cristo Salvatore in quanto apportatore di giustificazione, cioè della trasformazione dell'anima dallo stato di peccato allo stato di grazia.[2]

## Nel codice etico militare

### L'etica cavalleresca
Nel Basso e Alto Medioevo, con le crociate, si viene creando un codice etico militare, iniziato dalla cavalleria nei tornei e dei "beaux gestes" (belle gesta). Si forma un ideale di cavaliere soldato, cristiano e gentiluomo, difensore dei deboli e araldo della giustizia. L'eredità contemporanea dell'etica cavalleresca trasformatasi con il tempo, è rappresentata oggi dagli ordini cavallereschi.

### Bushidò
Nel codice etico del guerriero giapponese, chiamato Bushidò, a partire dall'epoca medioevale, la giustizia è la prima delle sette virtù personali. La giustizia e l'onestà vengono chiamate 義, Gi e prevedono che il samurai sia scrupolosamente onesto nei rapporti con gli altri, creda nella giustizia che proviene non dalle altre persone ma da sé stesso.

### Marines
Negli anni 2000 viene insegnato alle truppe l'Ethical marine warrior, catechismo etico di comportamento.

## Citazioni e proverbi sulla giustizia
- Diligite iustitiam, qui iudicatis terram: amate la giustizia, voi che governate la terra (Sapienza I, 1).
- Summum ius, summa iniuria: il diritto a tutti i costi diventa ingiuria (Cicerone, De officiis I, 10).
- Il buon giudice non deve essere giovane, ma anziano, uno che ha appreso tardi che cosa è l'ingiustizia, senza averla sentita come personale e insita nella sua anima; ma per averla studiata, come una qualità altrui, nelle anime altrui (Platone, La Repubblica, III, 409b).
- Ecco il giudicio uman come spesso erra (Lodovico Ariosto, Orlando furioso I, ottava 7).
- A giudicar per induzione, e senza la necessaria cognizione de' fatti, si fa alle volte gran torto anche ai birbanti (Alessandro Manzoni, I promessi sposi, cap. XVIII).
- Denari e amicizia non curan la giustizia (o rompon le braccia alla giustizia): con il denaro o le raccomandazioni si ottiene qualunque cosa.
- Ognuno vuole giustizia, ma a casa d'altri: tutti difendono la giustizia, ma non vogliono che intralci i loro interessi.[7][8]